# 鳥坂村
鳥坂村（とっさかむら）は、かつて新潟県中頸城郡にあった村。

## 沿革
- 1889年（明治22年）4月1日 - 町村制施行に伴い中頸城郡姫川原村、番匠古新田、中宿村、上堀ノ内村、除戸村が合併し、鳥坂村が発足。
- 1954年（昭和29年）11月1日 - 中頸城郡新井町、矢代村、斐太村、水上村、泉村、上郷村、平丸村、和田村（一部）と合併し、市制施行して新井市となり消滅。